# Pharasman III d'Ibérie
Vous lisez un « bon article » labellisé en 2010.
Pharasman III d'Ibérie (en géorgien : ფარსმან III, P'arsman III ; mort en 182 ou 185) est un roi d'Ibérie du IIe siècle. Monarque aux origines discutées, son règne de près de quarante ans est souvent oublié des chroniques géorgiennes, qui ne le citent que comme l'un des nombreux souverains n'ayant que peu marqué l'histoire antique de la Géorgie, même si les sources étrangères font preuve de relations importantes avec Rome et son empereur, Antonin le Pieux.

## Biographie

### Origines discutées
Il n'y a pas d'accord au sein de la communauté historiographique géorgienne sur le fait que Pharasman III ait été roi d'Ibérie durant le IIe siècle. En effet, ce monarque est mentionné pour la première fois par l'évêque Léonti Mroveli au XIe siècle dans ses Chroniques géorgiennes. Celui-ci le fait fils du roi Adam (ou Rhadamiste) et plusieurs de ses héritiers, dont Vakhoucht Bagration, Marie-Félicité Brosset et Cyrille Toumanoff s'accordent avec lui à ce sujet.
Toutefois, certains, tel que Nodar Assatiani, ignorent ce roi et le remplacent par un certain Iodmanagan (qui ne serait qu'un « vitaxe » de Gogarène d'après Toumanoff), mentionné dans la stèle funéraire du IIe siècle connue sous le nom de « bilingue d'Armaz ». Celle-ci mentionne en effet un Iodmanagan comme « maître de cour » du roi Khseparnoug et d'après Assatiani, cet Iodmanagan aurait également accédé au trône. D'autres, tel que Stephen H. Rapp, comparent toujours Pharasman III avec un personnage de la stèle (ici, avec l'homonyme Pharsman, fils de Khseparnoug).
L'existence même du roi n'est pas la seule chose en question. Les origines de Pharasman III sont également un sujet de débats parmi les historiens. Ainsi, Léonti Mroveli parle du monarque comme un Arsacide, descendant à la dixième génération d'Archac Ier. Tandis que Vakhoucht Bagration ne conteste pas cette version, Marie-Félicité Brosset corrige en le qualifiant de « Karthloside », en tant que descendant de Kartam d'Egrissi. Finalement, Cyrille Toumanoff introduit une autre théorie selon laquelle Pharasman III était en fait, comme ses ancêtres, un Artaxiade descendant des rois d'Arménie.

### LaChronique
Les sources primaires parlant de Pharasman III d'Ibérie ne sont guère riches. Pharasman aurait été le fils (unique) du roi Rhadamiste Ier et aurait accédé au trône à la mort de celui-ci, alors qu'il était encore mineur (il a alors un an d'après Stephen Rapp et Simon Kaoukhtchivili). En raison de son âge, sa grand-mère paternelle Ghadana s'occupe provisoirement de la régence, jusqu'en 146 (ou 143 d'après Cyrille Toumanoff). Ce texte est le seul passage mentionnant le règne de Pharasman III par Léonti Mroveli : 
« Quand le petit-fils de Pharsman-Kouel, aussi nommé Pharsman, fut devenu grand, il régna, et après lui, son fils Amazasp. »
Le roi serait ainsi mort après un règne (minorité non-comprise) de trente-neuf ans, en 185 (ou 183 d'après Toumanoff). Guiorgui Melikichvili, qui prétend quant à lui qu'un autre monarque aurait régné entre les deux, n'est pas en accord avec Mroveli, qui fait de son fils Amazap II son successeur direct. Parallèlement, William E. D. Allen, qui le nomme Kheparnougos et le fait successeur de son « parent » Pharasman II, fait régner le monarque au milieu du IIe siècle, de 140 à 146.

On peut enfin noter que le nom du roi n'est pas mentionné dans la version arménienne de la Chronique géorgienne (le plus ancien manuscrit connu), qui indique seulement, en évoquant Adni (c.-à-d. Rhadamiste Ier) : 
« Ce prince mourut trois ans après, laissant un fils en bas âge, avec lequel la femme de Pharsman gouverna la Géorgie. Après lui régna Hamazasp son petit-fils. »

### Relations avec Rome

#### Faits

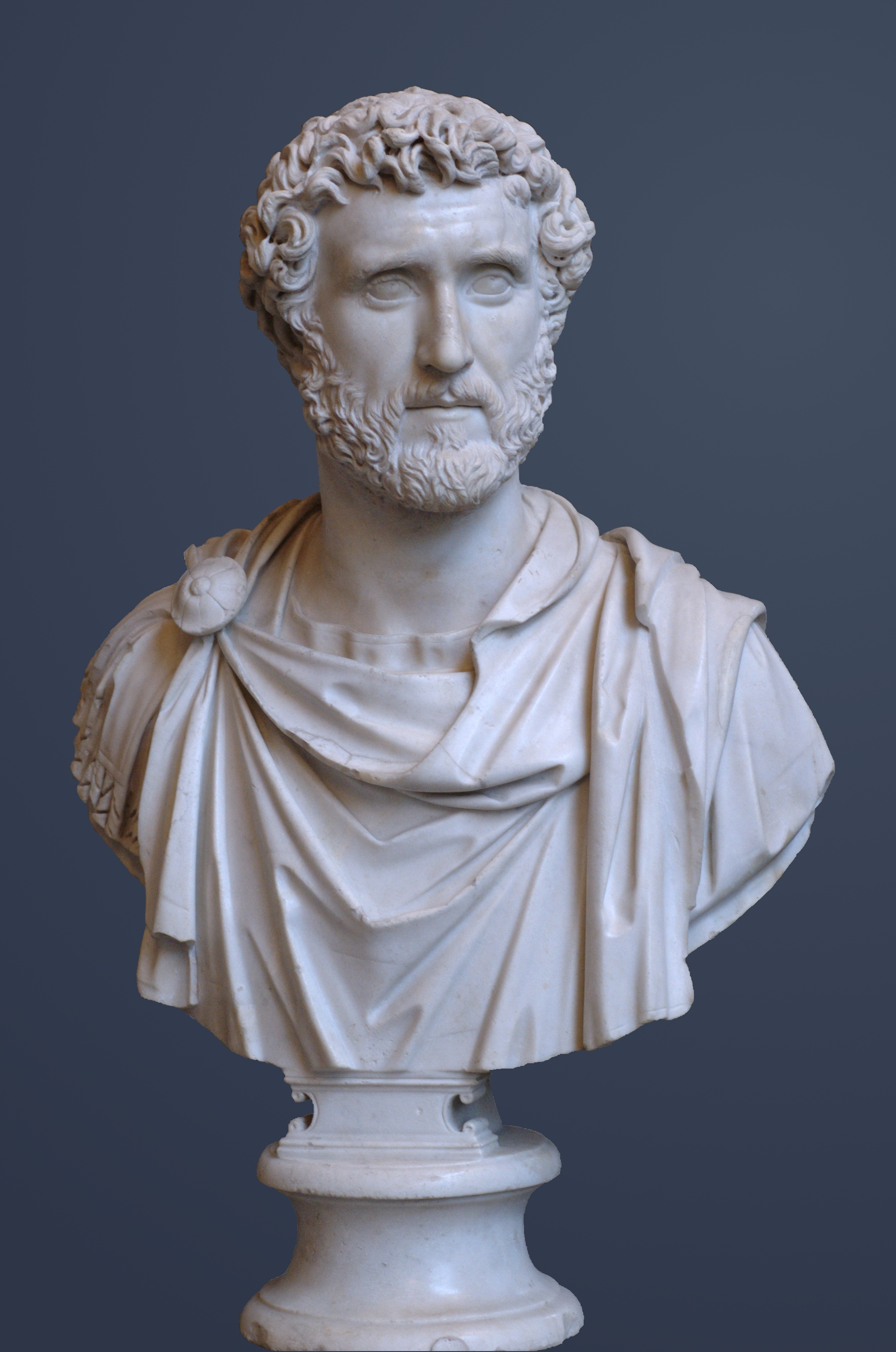
Buste d'Antonin le Pieux

En dehors des chroniques géorgiennes, le roi Pharasman III d'Ibérie est principalement connu par les sources étrangères pour un célèbre voyage qu'il entreprend à Rome sous le règne d'Antonin le Pieux (138-161), probablement en 154. Cet évènement, raconté par Dion Cassius, est probablement organisé dans le but de renforcer les fragiles relations avec l'Empire romain datant du règne de Pharasman II. Ce dernier, d'abord en bonnes relations avec l'empereur Trajan (98-117), avait changé de statut avec son successeur, Hadrien (117-138). Les incidents diplomatiques se multiplient entre les deux monarques, mais une fois que Pharasman III accède au pouvoir, il décide de changer cette politique.
Le roi se rend à Rome avec sa cour et son fils (les Chroniques géorgiennes le nomment Amazap). Là, après des entretiens avec l'empereur Antonin, il se livre à des exercices guerriers avec ses compagnons devant les hauts dignitaires romains. Il reçoit également le droit de sacrifier au Capitole, ce qui est alors considéré comme un rare privilège, tandis qu'une statue du roi est érigée au temple de Bellone et une inscription en l'honneur du voyage du roi d'Ibérie est déposée sur le Forum. À la suite de cet accueil, Rome rend à l'Ibérie les territoires de Géorgie occidentale annexés pendant le règne d'Hadrien, étendant ainsi les domaines ibères jusqu'au Pont-Euxin, tandis que Mtskheta s'engage alors à rester l'« allié et ami » de l'Empire romain.

#### PharasmanIIouIII?
Mais ici encore, l'identité du monarque qui s'était rendu à Rome n'est pas sûre. En effet, Julius Capitolinus, un des prétendus auteurs de la controversée Histoire Auguste, mentionne que ce Pharasman était le même que celui qui était en mauvais rapports avec Hadrien. De plus, en raison du fait que Dion Cassius ne donne aucune indication sur la différence entre les deux rois, certains historiens géorgiens, tels que Nodar Assatiani et Kalistrat Salia, suivent la tradition de l'Histoire Auguste.

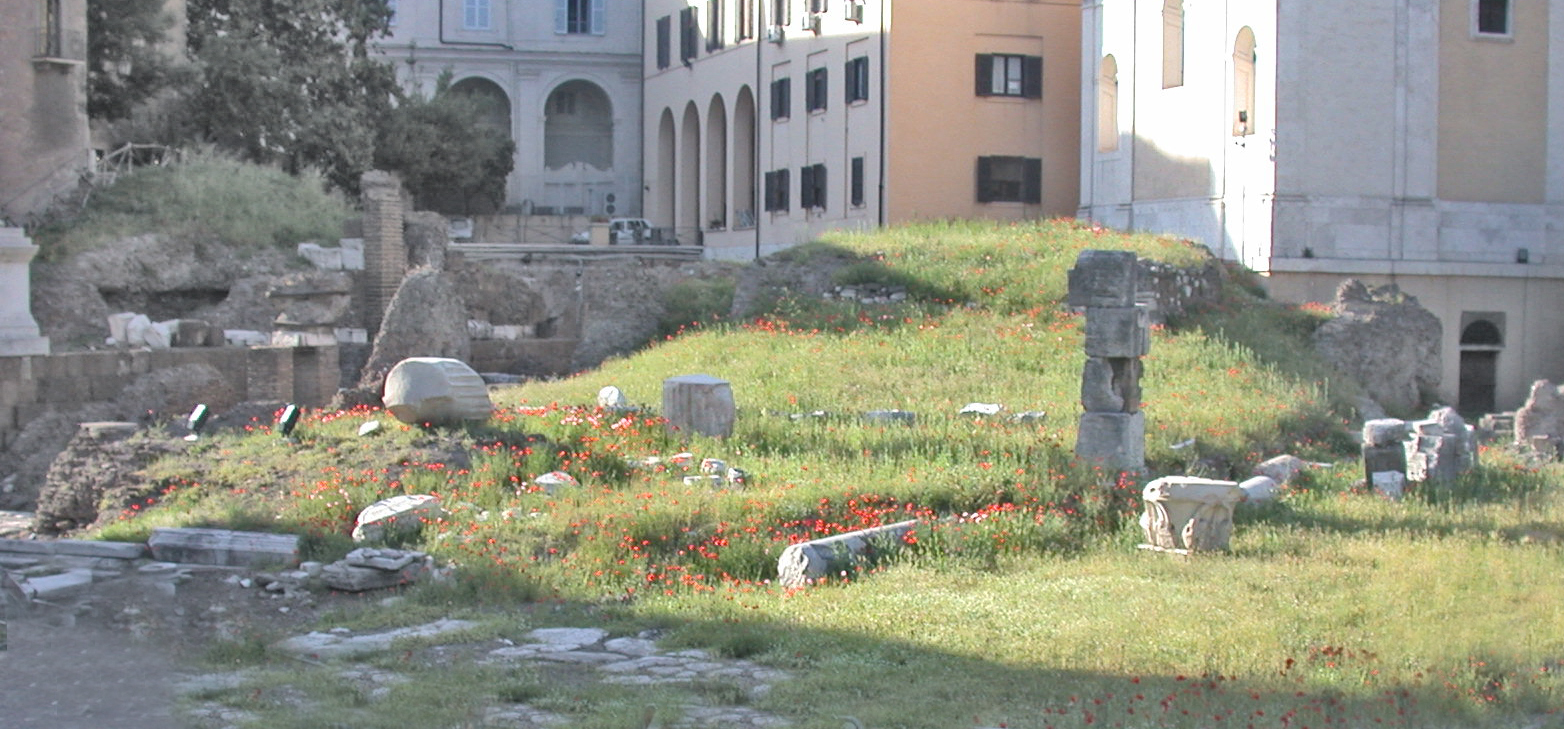
Ruines du temple de Bellone à Rome, où une statue du roi aurait été érigée.

Cyrille Toumanoff corrige cette prétention et est le premier à identifier en Pharasman III le roi d'Ibérie qui s'était rendu à Rome. Ses pairs, dont Simon Kaoukhtchivili, suivent son exemple, tandis que Stephen H. Rapp évoque : 
« Il est curieux que la tradition historiographique géorgienne ne rappelle pas la visite de P'arsman [III] dans la ville de Rome, un évènement mis en évidence par l'historien romain Dion Cassius. »

### Famille
Aucune union de Pharasman III n'est connue. Toutefois, d'après les Chroniques géorgiennes, il aurait eu deux enfants :
- Amazasp (mort en 186/189), roi d'Ibérie de 182/185 à 186/189 ;
- une fille, épouse d'un roi arsacide d'Arménie régnant en 186[19], identifié comme Vologèse II par Cyrille Toumanoff.